# Pensier
Pensier (Pinsi  en patois fribourgeois) est une localité suisse du canton de Fribourg, située dans le district du Lac.

## Histoire
Le 1er janvier 2017, l'ancienne commune de Barberêche dont faisait partie Pensier a fusionné avec Courtepin, Villarepos et Wallenried pour former la nouvelle commune de Courtepin.

## Transports
Le village compte une gare ferroviaire CFF, située sur la ligne Morat-Fribourg depuis 1898.